# Avittonia borneensis
Avittonia borneensis är en fjärilsart som beskrevs av Walter Karl Johann Roepke 1941. Avittonia borneensis ingår i släktet Avittonia och familjen nattflyn. Inga underarter finns listade i Catalogue of Life.